# Amendements à la Constitution du Bangladesh
Les amendements à la Constitution du Bangladesh consistent à modifier la loi fondamentale ou la loi suprême du pays. La Constitution de la république populaire du Bangladesh a été adoptée et promulguée le 4 novembre 1972, après la victoire du pays indépendant le 16 décembre 1971,.A ce jour, en 2018, la Constitution a été amendée 17 fois.

## Amendements

### Premier amendement
Adopté le 15 juillet 1973, la première modification a été apportée à l'article 47 de la Constitution. L'amendement a inséré une clause supplémentaire, l'article 47(3), qui permet de punir et de poursuivre les criminels de guerre en vertu du droit international. Un nouvel article 47 (a) a également été ajouté, qui précise que certains droits fondamentaux seront inapplicables dans ces cas.

### Second amendement
Le 22 septembre 1973, un deuxième amendement à la Constitution a été adopté, qui a suspendu certains des droits fondamentaux des citoyens en période d'état d'urgence L'acte a apporté les changements suivants, :
- Articles 26, 63, 72 et 142 modifiés.
- L'article 33 est substitué
- Insertion d'une nouvelle Partie IX (a) dans la Constitution.

### Troisième amendement
Le troisième amendement a été adopté le 28 novembre 1974. Il a apporté des changements à l'article 2 de la Constitution. Un accord a été conclu entre le Bangladesh et l'Inde concernant l'échange de certaines enclaves et la fixation des frontières entre les deux pays,,.

### Quatrième amendement
La modification a été adoptée le 25 janvier 1975,.
1. Articles 11, 66, 67, 72, 74, 76, 76, 80, 88, 95, 98, 98, 109, 116, 117, 119, 122, 123, 141 (a), 147 et 148 de la Constitution, modifiés.
2. Remplacement par les articles 44, 70, 102, 115 et 124 de la Constitution.
3. Amendement de la partie III de la constitution de manière qu'elle n'existe plus.
4. Modification de la troisième et la quatrième annexe.
5. Prolongation du mandat de la première Jatiya Sangsad.
6. Insertion d'une nouvelle partie, VI (a) dans la constitution et
7. Insertion de nouveaux articles 73 (a) et 116 (a) dans la Constitution

Parmi les changements importants, mentionnons :
- La régime présidentiel de gouvernement remplace le régime parlementaire ;
- Un système à parti unique au lieu d'un système multipartite a été introduit ;
- les pouvoirs de Jatiya Sangsad ont été réduits ;
- le pouvoir judiciaire a perdu une grande partie de son indépendance ;
- la Cour suprême a été privée de sa compétence en matière de protection et d'application des droits fondamentaux.

### Cinquième amendement
Cette loi modificative a été adoptée par la Jatiya Sangsad le 6 avril 1979. Elle a modifié l'annexe IV de la Constitution en y ajoutant un nouveau paragraphe 18 qui dispose que tous les amendements, ajouts, modifications, substitutions et omissions apportés à la Constitution entre le 15 août 1975 et le 9 avril 1979 (les deux jours inclus) par une proclamation ou un ordre de proclamation des autorités de la loi martiale ont été valablement pris et ne seront pas remis en question devant une cour, un tribunal ou une autorité pour quelque raison que ce soit.

### Sixième amendement
Cet amendement a été adopté le 10 juillet 1981. La sixième acte d'amendement a été promulguée par la Jatiya Sangsad en vue de modifier les articles 51 et 66 de la Constitution de 1981.

### Septième amendement
La septième loi modificative a été adoptée le 11 novembre 1986. Elle a modifié l'article 96 de la Constitution ; elle a également modifié l'annexe IV en y insérant un nouveau paragraphe 19 prévoyant, entre autres, que toutes les proclamations, les ordonnances de proclamation, les ordres de l'administrateur en chef de la loi martiale, les règlements de la loi martiale, les ordonnances, les ordonnances et autres lois adoptées pendant la période du 24 mars 1982 au 11 novembre 1986 (deux jours inclus) avaient été valablement adoptées et ne seraient en cause devant une cour, une juridiction ou autorité quelconque pour aucun motif. En résumé, l'amendement protégeait Hussain Muhammad Ershad et son régime contre les poursuites pour les actions entreprises sous le régime militaire, à la suite du coup d'État de 1982 au Bangladesh jusqu'aux élections présidentielles bangladaises de 1986 (en).

### Huitième amendement
Cette loi modificative a été adoptée le 9 juin 1988. La loi constitutionnelle (huitième amendement) de 1988 a déclaré, entre autres, que l'islam est la religion d'État (article 2 (a)) et a également décentralisé le pouvoir judiciaire en créant six chambres permanentes de la Haute Cour en dehors de Dhaka (article 100).

### Douzième amendement
La douzième loi portant le douzième amendement a été adoptée le 6 août 1991, à la suite d'un référendum constitutionnel. Elle a modifié les articles 48, 55, 56, 57, 58, 59, 60, 70, 72, 109, 119, 124, 141 (a) et 142, rétablissant les pouvoirs exécutifs du Cabinet du Premier ministre, conformément à la constitution originale de 1972, mais qui étaient détenus par le Cabinet du Président depuis 1974. Au lieu de cela, le Président est devenu le chef constitutionnel de l'État ; le Premier ministre est devenu le chef exécutif ; le cabinet dirigé par le Premier ministre est devenu responsable devant la Jatiya Sangsad ; le poste de vice-président a été supprimé et le Président a dû être élu par les membres de la Jatiya Sangsad. En outre, par l'article 59 de la Constitution, cette loi garantit la participation des représentants du peuple aux organes de l'administration locale.

### Treizième amendement
La loi constitutionnelle (treizième amendement) de 1996 a introduit un système de gouvernement intérimaire non partisan qui, agissant en tant que gouvernement intérimaire, apporterait toute l'aide et l'assistance possibles à la Commission électorale pour la tenue des élections générales.

### Quinzième amendement
Le quinzième amendement a été adopté le 30 juin 2011 a apporté quelques modifications importantes à la Constitution. L'amendement a supprimé le système du gouvernement intérimaire du Bangladesh. Il a également apporté les modifications suivantes à la constitution,
- Augmentation du nombre de sièges réservés aux femmes.
- Après l'article 7, insertion des articles 7 (a) et 7 (b) afin de mettre fin à la prise de pouvoir par des moyens extraconstitutionnels.
- Rétablissement de la laïcité et de la liberté de religion.
- Intégration du nationalisme, du socialisme, de la démocratie et de la laïcité comme principes fondamentaux de la politique de l'État.
- Reconnaissance de Sheikh Mujibur Rahman comme le Père de la Nation.

### Seizième amendement
Le 16e amendement de la Constitution a été adopté par le Parlement le 17 septembre 2014, et a donné au Jatiyo Shangshad le pouvoir de révoquer les juges si les allégations d'incapacité ou de faute professionnelle à leur encontre sont prouvées. Le 5 mai 2016, la Cour suprême du Bangladesh, sous la direction de Surendra Kumar Sinha, a déclaré le 16e amendement illégal et contraire à la Constitution.